# ایرانیان عراق
ایرانیان عراق مردمانی ایرانی‌تبار بودند که از دیرباز به عراق مهاجرت کرده بودند. بخشی از آن‌ها، در دوران عراق بعثی (به ویژه زمان احمد حسن البکر) به جرم ایرانی بودن اخراج شدند که از آن به بعد به معاودین (بازگشتگان) معروف شدند. بيشتر ایرانی‌ها، ساکن شهرهای مذهبی ای چون (کربلا، نجف و کاظمین) بودند، که به دلیل عدم تمدید اقامتشان آن‌ها را مجبور به ترک خاک عراق کردند.
تعداد ایرانی‌هایی که از عراق به ایران بازگردانده شدند روشن نیست ولی میان ۳۵۰ تا ۶۵۰ هزار تن برآورد می‌شود. بسیاری از آن‌ها پس از اثبات اصالت ایرانیشان (۴۰۰ هزار تن) شناسنامه ایرانی گرفتند. برخی از آن‌ها پس از سرنگونی صدام به عراق بازگشتند.
واژه معاودین ویژه ایرانیان مقیم عراق است که اکثراً در سال ۱۳۵۰ خورشیدی به میهن خودشان ایران بازگشتند، اما برخی به اشتباه آن را درباره عراقیان مهاجر به ایران به کار می‌برند.

## تاریخچه
منطقه بین‌النهرین که در برهه‌هایی از تاریخ، عراق خوانده شده‌است، از دیرباز برای ایران اهمیت زیادی داشته‌است و فرمانروایان ایرانی نگاه ویژه‌ای به این سرزمین داشته‌اند. از حدود ۲۶۰۰ سال پیش با سقوط امپراتوری آشور به وسیله هووخشتره، پادشاه ماد، ایران حاکمیت مطلقی در شمال بین‌النهرین داشت و به دنبال آن، کوروش بزرگ در سال ۵۳۹ ق.م. پادشاهی بابل را منقرض کرده و قلمرو آن را به شاهنشاهی هخامنشی منضم نمود و بدین ترتیب تسلط ایران بر سراسر بین‌النهرین تثبیت گردید. این تسلط اگرچه در فاصله اندکی بین سقوط هخامنشیان تا اوجگیری شاهنشاهی اشکانی متزلزل شد، اما از سال ۱۵۰ ق. م؛ که اشکانیان بین‌النهرین را تسخیر کرده و پایتخت خود، تیسفون، را در آنجا قرار دادند، تا ۶۵۰ میلادی که ساسانیان منقرض شدند، نزدیک به هشتصد سال، نه‌تنها بین‌النهرین جزئی از خاک ایران بود و ایرانی‌ها بارها از حمله‌های سنگین رومی‌ها به ساحل چپ فرات جلوگیری می‌کردند، بلکه بین‌النهرین قلب تپنده تمدن ایرانی بود و پایتخت ایران و مرکز فرمانروایی اشکانیان و ساسانیان، یعنی تیسفون، در آن قرار داشت. با سقوط ساسانیان و گسترش خلافت اسلامی، نفوذ تمدن عربی در بین‌النهرین افزایش یافت و شهرهای عربی همچون کوفه و بصره در این سرزمین پدید آمدند. با این حال پس از روی کار آمدن حکومت بنی عباس در سال ۱۳۰ هـ.ق. نفوذ ایرانیان در دستگاه خلافت عباسی باعث شد دوباره تمدن ایرانی در قالب تمدن اسلامی در عراق صاحب نفوذ شود و این وضعیت پس از فتح بغداد به وسیله معزالدوله دیلمی در محرم ۳۳۴ تشدید گردید و بازهم ایرانی‌ها بر عراق حاکمیت پیدا کردند و این حاکمیت پس از آل بویه به سلجوقیان و با سقوط خلافت بنی عباس به ایلخانان رسید که اگرچه تباری مغول داشتند، اما خود را پادشاه ایران و قلمرو حکومتشان را ایران می‌دانستند و در دوران آن‌ها تمدن ایرانی دوباره به اوج رسید. پس از ایلخانان، سرداران شیعه‌مذهب آنها، آل جلایر -که از طوایف قاجار بودند- بر عراق حاکم شدند و پس از آل جلایر، آق قوینلوها و به دنبال سقوط آق قوینلوها، شاه اسماعیل صفوی به عنوان شاهنشاه ایران، عراق و شهرهای بزرگ و مقدس بغداد، سامرا، کربلا و نجف را در اختیار گرفت، اما از زمان شاه طهماسب صفوی و با تشدید هجوم عثمانی‌ها به ایران، در عصر سلطنت سلیمان قانونی، حاکمیت دیرینه ایران بر عراق متزلزل شد و در سال ۹۴۰ ق. عراق به تصرف نیروهای مهاجم عثمانی درآمد و سرانجام شاه طهماسب صفوی مجبور شد زیر فشار نیروی نظامی عثمانی، در عهدنامه‌ای معروف به پیمان آماسیه به سال ۹۶۳ ق. (۱۵۵۵ م) به حاکمیت عثمانی بر عراق تن دردهد. باوجوداین، با قدرت گرفتن دوباره سلسله صفوی در عصر شاه عباس اول، وی توانست دوباره عراق را به قلمرو صفوی منضم نماید و با تصرف بغداد در ربیع‌الاول ۱۰۳۳، عراق بار دیگر جزئی از قلمرو ایران گردید. حاکمیت ایران بر عراق تا ۱۰۴۹ ق. (۱۶۳۹ م) که بنا به ادعای عثمانی‌ها، شاه صفی، جانشین شاه عباس، در عهدنامه قصر شیرین عراق را به عثمانی واگذار نمود، ادامه پیدا کرد و با وجود اینکه در بعضی برهه‌ها همچون زمان سلطنت نادر شاه افشار یا عصر پادشاهی فتحعلی شاه، ایران در درون خاک عراق تصرفاتی نمود، اما در مجموع عثمانی‌ها بر عراق حاکمیت داشتند و ایران، اگرچه به واسطه روابطی که با بعضی خاندان‌های صاحب نفوذ در عراق مانند خاندان قدرتمند و کرد بابان داشت و نیز به دلیل داشتن نفوذ سنتی و عمیق در شهرهای مقدس نجف و کربلا و به‌ویژه حوزه علمیه نجف، صاحب قدرت و نفوذ زیادی در سرتاسر خاک عراق بود، اما حاکمیت عثمانی را بر عراق پذیرفته بود و این وضعیت تا زمان تجزیه و فروپاشی عثمانی و جدایی عراق از ترکیه ادامه پیدا کرد. در مارس ۱۹۱۷، با تصرف بغداد به وسیلهٔ نیروهای نظامی انگلیس، عصر حاکمیت عثمانی بر بین‌النهرین پایان یافت و به دنبال آن دولت انگلیس با به هم پیوستن سه استان سابق عثمانی، یعنی بصره، بغداد و موصل، کشور جدید عراق را تأسیس کرد.

## سرزمین عراق در جغرافیای فرهنگی ایران

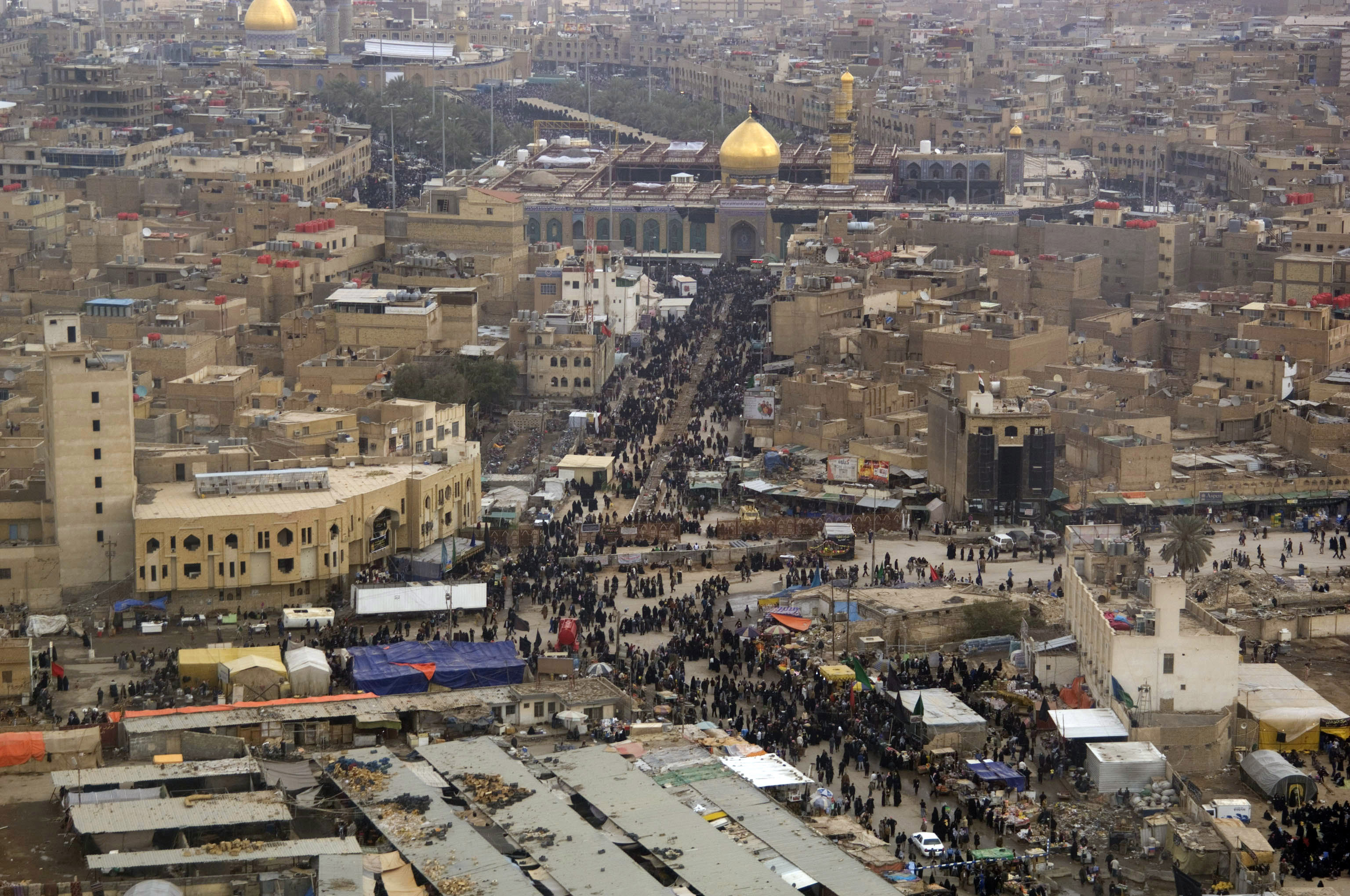
کربلا از مراکز مهم ایرانیان عراق

در گذشته، ایرانیان در دوره‌های مختلف با عراق کنونی در تماس بوده‌اند و آمدوشد داشته‌اند. از این‌رو بسیاری از مردم کنونی عراق از اطراف به این کشور کوچیده‌اند. بازرگانان شیعه در دوران صفویه بخش درخور توجهی از تجارت بغداد را در فاصله قرن‌های شانزدهم و هفدهم میلادی به دست گرفتند. ایرانیان جز بغداد در نجف و کربلا و کاظمین نیز حضور داشته‌اند. امّا بسیاری از آنان به هنگام تصرف بغداد توسط نیروهای عثمانی در قرن هفدهم که به کشتار ایرانیان نیز انجامید ناچار از ترک این منطقه شدند. بنابر پژوهشهای تاریخی، در قرن هفدهم شمار بازرگانان ایرانی بر شمار علما و طلاب دینی ایرانی در شهرهای عراق کنونی می‌چربیده‌است. در واقع در این مقطع زمانی مراکز عمدهٔ دینی شیعی در داخل ایران بوده‌است. تصور غالب بر این است که علما و طلاب شیعه به گونه‌ای فزاینده از قرن هیجدهم میلادی وارد عراق شده‌اند. تصرف اصفهان به دست محمود افغان در این قرن موجب شد که شمار زیادی از خانواده‌های علما به عراق بگریزند (در فاصلهٔ ۱۷۶۳–۱۷۲۲)و مرکز تحقیقات دینی از ایران خارج شود و در شهرهایی چون کربلا و نجف تمرکز یابد. به همین سبب زبان فارسی در شهرهای کربلا، نجف، بغداد و بصره گسترش چشمگیر یافت. نفوذ خانواده‌های دینی علما در کربلا و نجف چنان نیرومند گشت که علمای عرب را تحت‌الشعاع قرار دادند. در نتیجه، مراکز دینی شیعی از گسترش و نفوذ درخور توجهی برخوردار گشت. در قرن بیستم حضور ایرانیان در شهرهای مختلف عراق، بخصوص در بغداد و بصره نیز به گونه‌ای فزاینده به چشم می‌خورد. قرارداد ارز روم در ۱۸۲۳ میان ایران و عثمانی تسهیلاتی برای زیارت ایرانیان و انتقال اجساد مردگان به منظور دفن در اماکن متبرکه قائل شد. در قرارداد ۱۸۷۵، حقوق کنسولی ایران در ارتباط با اتباع ایرانی در عراق به رسمیت شناخته شد و در نتیجه ایرانیان مقیم شهرهای زیر سلطهٔ عثمانی امتیازهای درخور توجهی به دست آوردند.
غیر از این در دوره‌های مختلف تاریخی، بسیاری از اهالی پشتکوه، به جهت یافتن کار یا فرار از ظلم حاکمان محلی آن سرزمین، به عراق مهاجرت کرده بودند. کردهای فیلی بیشتر در شهرهای بغداد، کوت، مندلی، خانقین، بدره، ناصریه و بصره زندگی می‌کردند. بنا به گزارش عین‌السلطنه در سال ۱۳۰۲ هجری شمسی در بغداد شش هزار کرد فیلی مشغول به کار بودند که اگر یک روز کار نمی‌کردند امورات بغداد آشفته می‌شد.

## نهضت تنباکو

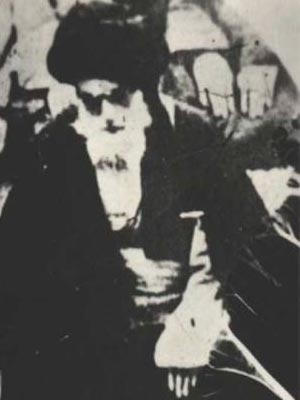
میرزای شیرازی تحریم‌کننده تنباکو

نهضت تنباکو در ایران در جریان سفر سوم ناصرالدین شاه به فرنگ و اعطای امتیاز تجارت توتون و تنباکو به کمپانی رژی به مدت پنجاه سال شکل گرفت. نخستین اعتراض‌ها به رهبری روحانیت، توسط سید علی‌اکبر فال اسیری داماد میرزای شیرازی در برابر اقدامات کمپانی رژی از علمای برجسته شیراز آغاز شد. علی‌رغم تمام خشونت‌های حکام، مقاومت مردمی ادامه یافت و قیام مردم شیراز به تبریز، مشهد، اصفهان، تهران و دیگر نقاط ایران گسترش یافت. در اصفهان فشار روزافزون بر علما بسیاری از آنان را وادار به ترک شهر کرد که از آن جمله می‌توان به مهاجرت آقا منیرالدین بروجردی اصفهانی اشاره نمود که شبانه به عراق و نزد میرزای شیرازی هجرت کرده بود.
میرزای شیرازی از علمای ایرانی در شهرسامراء، همان ابتدا به واسطهٔ نامه‌هایی که از علمای ایران دریافت می‌کرد و از طریق اخباری که سید علی اکبر فال اسیری و آقامنیرالدین بروجردی اصفهانی به وی می‌رساندند، از این امتیاز مطلع شده بود. از این رو میرزای شیرازی، هم‌زمان با شروع ناآرامی در تبریز در اول ذیحجه سال ۱۳۰۸ ه‍.ق با ارسال تلگراف مفصلی به شاه، ضمن اشاره به مضار و مفاسد اجازه مداخله خارجی‌ها در ایران به اعطای امتیازات نیز توجه نمود و همه آن‌ها را منافی صریح قرآن، نوامیس الهیه و استقلال ایران خواند.
شاه به تلگرام میرزا پاسخ نداد و برای توجیه اقدامات دولت و ذکر دلایل اعطای امتیاز و مشکلات ناشی از لغو آن، میرزا محمود خان مشیرالوزاره کارپرداز ایران در بغداد را نزد میرزای شیرازی در سامرا فرستاد. مشیرالوزاره ضمن اشاره به ضرورت قرابت با دول بزرگ اروپا برای استخلاص از روسیه تزاری، لزوم تقویت بودجه و قشون و رفع نقائص و کم بودن مالیات‌ها، موهن بودن الغای قرارداد از نظر بی‌اعتبار شمرده شدن امضای پادشاه و …، صراحتاً از ناتوانی دولت در فسخ امتیاز و خسارات هنگفت این اقدام سخن گفت.
با این حال میرزا در پاسخ تمام این تشبثات، تنها بر این نکته تأکید کرد که فقط باید به ملت مسلمان تکیه کرد و
«دولت اگر از عهده جواب بیرون نتوان آید ملت از جواب حسابی عاجز نیست»
و 
«اگر دولت از عهده بر نمی‌آید، من به خواست خدا آن را برهم می‌زنم.»

در اواخر ربیع‌الثانی ۱۳۰۹ در تهران شایع شد که حکمی از میرزای شیرازی در باب تحریم استعمال دخانیات صادر و به اصفهان مخابره شده‌است. در اوایل جمادی‌الاولی با رسیدن محمولهٔ پستی به تهران صورتی از حکم درمیان مردم منتشر شد با این توضیح که نسخهٔ اصلی آن را فقط میرزا حسن آشتیانی مشاهده کرده‌است. متن حکم چنین بود:
«بسم‌الله الرحمن الرحیم، الیوم استعمال تنباکو و توتون بِأَیِ نحوٍ کان در حکم محاربه با امام زمان علیه‌السلام است. حرره الاقل محمدحسن الحسینی.»
در نتیجه حکم میرزای شیرازی و مقاومت مردم قرارداد سرانجام شاه در پنجم جمادی‌الثانی ۱۳۰۹ برای اطمینان بیشتر در دستخطی به امین‌السلطان لغو کامل امتیاز را اعلام کرد تا وی به آگاهی علما و مردم برساند.

## نهضت مشروطه

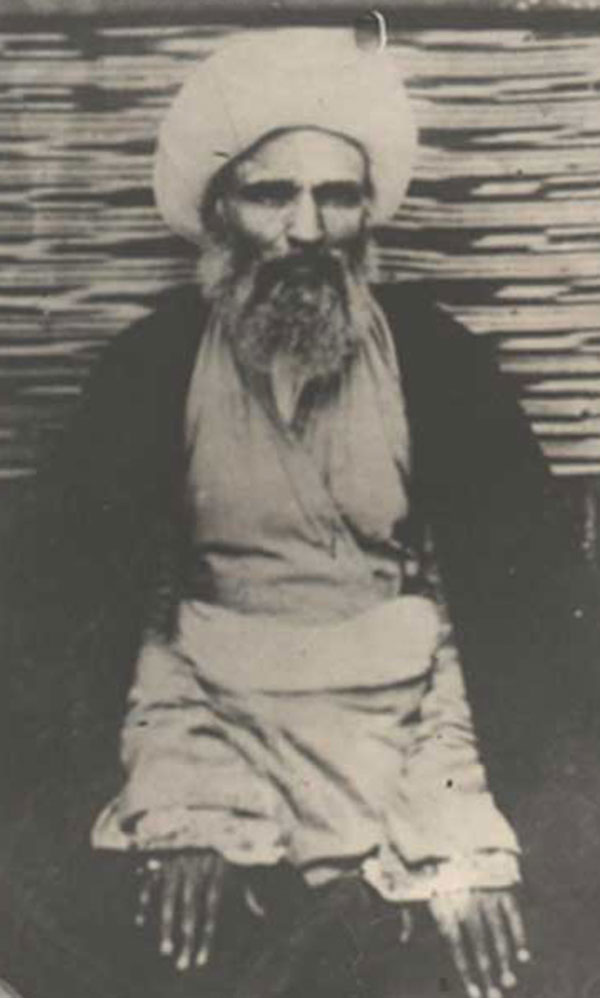
آخوند خراسانی

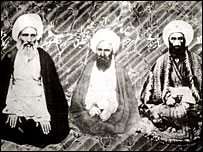
از راست به چپ:عبدالله لاهیجی، میرزا حسین خلیلی طهرانی، آخوند خراسانی

در آغاز سده بیستم، کربلا ونجف در شکل‌دادن به حوادث و دخالت در سرنوشت کشورهای اسلامی به ویژه سرزمین‌های شیعی، نقش مهم و آشکاری داشتند. فتواهایی که از طرف علمای صادر می‌گشت، برای همه و در همه شئون زندگی الزام‌آور و واجب الاطاعه بود.
میرزا محمدتقی شیرازی باتأسیس حکومت اسلامی درکربلا رهبری انقلاب مردمی (ثورة العشرین) سال ۱۹۲۰ م عراق ضد انگلیس‌ها را با مرکزیت شهر کربلا به دست گرفت.
در این دوره ملا محمد کاظم خراسانی معروف به آخوند خراسانی از برجسته‌ترین علمای حوزه نجف است. وی شیوه آموزش حوزه را تغییر داد و اندیشه‌هایش تأثیرات مهمی بر نهضت مشروطه گذاشته‌است.

از دوره‌های مهم حیات سیاسی نجف، سال‌های ۱۳۲۴ تا ۱۳۲۹ ق. می‌باشد؛ یعنی سال‌هایی که در ایران ابتدا مشروطیت برقرار شد، سپس دوران استبداد صغیر و نهایتاً برقراری مجدد مشروطه فرارسید.

از آغاز این وقایع، علمای نجف و کربلا به حمایت و هواخواهی مشروطه خواهان به ویژه سید محمد طباطبایی و سید عبدالله بهبهانی پرداختند. این حمایت‌ها از خلال نامه‌ها، تلگرافها، صدور فتوا و رساله‌های کوچک و بزرگی که به ایران ارسال می‌شد، نمایان بود. در این نوشته‌ها، آنان اعلام داشتند که پشتیبانی از هدف مشروطه را نه فقط تقلیل ظلم و قطع تعدیات زورگویان، بلکه حفظ بیضه اسلام و خلاصی ممالک اسلامی از تسلط کفار می‌دانستند و معتقد بودند که چون صاحب شریعت حجت بن الحسن غایب است، شریعت اجرا نمی‌شود و حکام جور چیره گشته‌اند. لازم است برای جلوگیری از خودکامگی و ستمگری آنان، قانونی در میان باشد و عقلای امت، مجلسی برپا و در کارها مشورت کنند.

علمای نجف توانستند نفوذ خود را بر رویدادهای ایران کمابیش با همان قاطعیتی که میرزا حسن شیرازی پانزده سال پیش از سامرا داشته بود، اعمال کنند در تأیید مجلس اظهار داشتند؛ «مجلسی که تأسیس آن برای رفع ظلم و اغاثه مظلوم و اعانت ملهوف و امر به معروف و نهی از منکر و تقویت ملت و دولت و ترفیه حال رعیت و حفظ بیضه اسلام است، قطعاً، عقلا و شرعاً و عرفاً راجع بلکه واجب است و مخالف و معاند او، مخالف شرع انور و مجادل با صاحب شریعت است.»

با آغاز سلطنت محمد علی شاه، مخالفت‌های وی با مشروطه آغاز شد. او با همکاری سربازان روسی، مجلس اول را در سه‌شنبه ۲۳ جمادی‌الاول ۱۳۲۶ ق. به توپ بست و بسیاری از مشروطه‌خواهان را کشت یا تبعید کرد. در چنین وضعی، علمای ایرانی مقیم نجف توانستند جنبش مشروطه و آزادی‌خواهی را با فعالیت خستگی‌ناپذیری ادامه دهند. آنان اعلام کردند که همراهی با مخالفین اساس مشروطیت-هرکه باشد-تعرض به مسلمین است و در حکم محاربه با امام زمان به‌شمار می‌آید و در فتوایی خطاب به مردم ایران، حکم خدا را «در دفع این سفاک جبار» و «دفاع از نفوس و اعراض و اموال مسلمین را از اهم واجبات و دادن مالیات به گماشتگان او را، از اعلم محرمات» دانستند؛ و همراهی با مخالفان مشروطه را در تعرض به مجلس به منزلهٔ «اطاعت از یزید بن معاویه» برشمردند. اگر فتوای علمای نجف نبود، کم‌تر کسی به یاری مشروطه برمی‌خاست و مجاهدان مشروطه، بیش‌ترشان پیروی از دین می‌کردند و دستاویز آنان در مجاهده و جان‌فشانی، فتواهای علمای نجف بود. بدون طرفداری و کوشش بسیاری که علمای نجف در راه مشروطه کردند، محال بود مجدداً مشروطه در ایران برقرار و پایدار گردد و آرزوی ملت در راه وصول آزادی برآورده شود.

پس از فتح تهران و روی کار آمدن احمد شاه، اغتشاشات همچنان ادامه یافت. تلاش هواداران محمد علی شاه برای بازگرداندن وی و حمایت‌های روسیه از او، به ورود قوای روس به آذربایجان انجامید. اولتیماتوم روسیه به ایران برای تصرف شمال ایران و هشدار انگلیسها در مورد ناامنی در راه‌های جنوب، عاملی برای صدور تلگرافی به تاریخ ۴ ذیقعدهٔ ۱۳۲۸ ق. با عنوان «وجوب موافقت با دولت و حرمت اغتشاش و جنگ‌های داخلی» شد که در آن، طبقات ملت را به آرامش و موافقت با دولت و خودداری از جنگ‌های خانگی به واسطه وجود دشمنان در شمال و جنوب کشور، فراخواندند و معتقد بودند که این اغتشاشات، موجب استیلای کفر و از بین رفتن اسلام خواهد شد.

خراسانی در نامه‌ای به رهبران مذهبی تبریز، دستور داد ضد کفار به پا خیزند و با تحریم اجناس روسی و با آموزشی فنون جنگی، وظیفه مذهبی خویش را انجام دهند. از آنجا که علما از آغاز مشروطه تا خلع محمد علی شاه، از مشروطیت و حقوق مردم دفاع کرده بودند، در مقابل رویه تجاوز کارانهٔ روسیه قیام نمودند و تصمیم گرفتند به طرف ایران حرکت کنند و با اعلان جهاد، ایران را از چنگ دولت روسیه نجات بخشند. آخوند مازندارانی با عده‌ای از طلاب وارد بغداد شدند و به وسیله اعلامیه، مردم را به مقاومت و جانبازی در راه استقلال دعوت کردند و منتظر ورود آخوند ملا محمد کاظم خراسانی ماندند تا مجتمعا به طرف ایران حرکت کنند؛ ولی خبر رسید که حال آخوند به هم خورده، دچار کسالت شده و پس از بیست و چهار ساعت خبر فوت وی در ذیحجهٔ ۱۳۲۹ ق. در بغداد منتشر شد و بقیه به نجف بازگشتند برای عزاداری. شهرت یافت که مقامات خارجی یا خارجه پرستان، آخوند خراسانی را مسموم کرده‌اند.

## تأسیس کشور عراق
در قرن بیستم که کشور کنونی عراق در سال ۱۹۲۱ سازمان داده شد، وضع ایرانیان در این کشور تازه ایجاد شده در معرض تغییر قرار گرفت. از آن پس اتباع ایرانی دیگر نمی‌توانستند مانند گذشته آسان به عراق بروند. سیاست‌های عرب‌گرایی و ناسیونالیستی عربی به ویژه مانع آمدوشد طبیعی میان ایران و عراق بود. حکومت‌های عراق می‌کوشیدند از نفوذ اتباع ایرانی در آن کشور بکاهند. به همین سبب حکومت‌های عراق خواستند با تصویب قانونهایی حقوق اکتسابی شهروندان ایرانی را به طرق مختلف از میان ببرند. قانون ملیت عراقی مصوب سال ۱۹۲۴ بر سرنوشت همه ایرانیان مقیم عراق و کسانی که منشأ ایرانی داشتند اثر می‌گذاشت. طبق این قانون همه ایرانیان، عراقی محسوب می‌شدند مگر آن که خود تا تاریخ معینی از این امر انصراف بجویند. این قانون تا سال ۱۹۲۸ دو بار تمدید شد. در سال ۱۹۲۷ قانونی به تصویب رسید که استخدام افراد خارجی را منع می‌کرد. در ۱۹۲۹ قانون مدنی عراق اشتغال افراد را در دادگاه‌ها منوط به دانستن زبان عربی کرد. در سال ۱۹۳۵ قانونی به تصویب رسید که خارجیان را از اشتغال به برخی از مشاغل و رشته‌های بازرگانی منع می‌کرد. در واقع بسیاری از این رشته‌ها و مشاغل در دست ایرانیان بود. قانون ۱۹۵۰ در ارتباط با اماکن مذهبی نیز می‌خواست از نفوذ ایرانیان در اماکن متبرکه بکاهد. این قانون کار در اماکن یادشده را فقط به اتباع عراقی اختصاص داد. در آغاز قرن بیستم ۷۵ درصد از جمعیت کربلا ایرانی بودند و نقش بسیار مهمی در رویدادها داشتند. امّا بر اثر قانونهای یادشده این تعداد کاهش یافت و طبیعی بود که در سرشماریها به علت آن که ایرانیان خود را می‌بایست عراقی معرفی کنند شمار عراقیان یعنی کسانی که اتباع عراق به‌شمار می‌آمدند افزایش یافت. رژیم بعث عراق بخصوص در این موارد سختگیری‌ها را شدت بخشید.

## اخراج ایرانیان

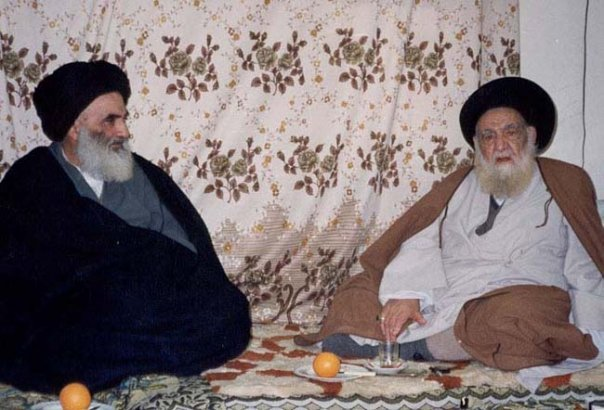
سید ابوالقاسم خویی رهبر انتفاضه شعبانیه در کنار سید علی سیستانی رهبر کنونی شیعیان عراق هر دو از ایرانیان عراق

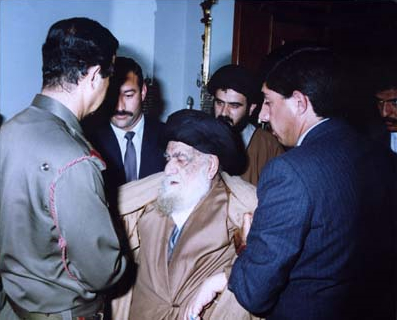
دیدار اجباری خویی با صدام پس از شکست انتفاضه شعبانیه

در اواخر سال ۱۹۷۰ میلادی (۱۳۵۰ شمسی) حکومت بعث عراق به ریاست احمدحسن البکر به بهانه مناقشه جزایر سه‌گانه ایرانی در خلیج فارس و فشار بر حکومت پهلوی دوم که در حال تدارک جشن‌های ۲۵۰۰ ساله شاهنشاهی بود، بیش از ۶۰ هزار نفر از ایرانیان مقیم عتبات (به ویژه کربلا) را با عدم تمدید اقامت ایشان از عراق اخراج کرد. شاه ایران با فرستادن فرح پهلوی به مرز قصرشیرین از آنان به خوبی استقبال کرد و آنها را ایرانیان اصیلی خواند که حاضر به ترک تابعیت ایرانی خود نشدند. در میان اینان تعدادی از مردمان فیلی بودند. در این میان سید محمد حسینی شیرازی که از ایرانیان مخالف حکومت بعثی‌ها بود در حکمی غیابی ازسوی رژیم بعث به اعدام محکوم شد و برادرش سیدحسن به زندان افتاد وی سپس مجبورشد به کویت برود. پس از چند سال سید حسن شیرازی بدست عوامل حکومت بعث عراق در لبنان ترور شد. پس از انقلاب ۱۳۵۷ ایران، اهالی کربلا و نجف در موافقت با این انقلاب تظاهراتی برپا داشتند. در آوریل ۱۹۸۰ میلادی و پس از سوءقصد به جان طارق عزیز (که آن هنگام معاون نخست‌وزیر عراق بود) در دانشگاه المستنصریه، حکومت عراق به آن بهانه چهل هزار نفر دیگر از ایرانی‌تبارها یا عراقیانی که اصالت ایرانی داشتند را اخراج کرد. رژیم بعث اموال ایشان را مصادره کرد و دست خالی و پای پیاده در مرزهای ایران رها نمود. روح‌الله خمینی رهبر وقت ایران در پیامی خطاب به مردم ایران در مورد ایشان گفت: «میهمانان عزیزی که به توطئه آمریکا و دست جنایتکار رژیم منحرف بعث از خانه‌های خود آواره شده‌اند و به ایران با وضع اسفناک فجیعی فرستاده شدند، گرامی دارید.» غیر از این ۹ تا ۱۲ هزار از نوجوانان ایشان را از ترس اینکه برای ایران بجنگند به عنوان گروگان در عراق نگاه داشت که البته بعدها همه را در «نگره السلمان» همه کشته شدند. از میان این آوارگان تنها کسانی که پدرهایشان شناسنامه ایرانی داشتند موفق به گرفتن شناسنامه شدند و بسیاری از اهالی پشتکوه از گرفتن شناسنامه بازماندند. در اکتبر سال ۱۹۹۰ مقامات ایران گزارشی دربارهٔ مهاجران عراقی منتشر کردند که تعداد آنان را در نیمه آن سال بیش از یک میلیون نفر اعلام می‌کرد. مقامات کمیساریای عالی پناهندگان بر این تصور بودند که شمار این افراد پانصد هزار نفر است امّا قبول داشتند که اطلاعات دقیقی از تعداد کامل اخراج شدگان در اختیار ندارند و در نتیجه در آمار خود ناچار فقط به پناهندگان توجه داشته‌اند. در سال ۱۹۹۱ هنگامی که جنبش انتفاضه شعبانیه در بصره سرکوب شد بسیاری به زندان افتادند یا به قتل رسیدند. زنان و فرزندان این افراد نخست به کربلا که هسته اصلی قیام مردمی شعبانیه را تشکیل می‌داد گریختند. سپس به مدد فعالان همین جنبش انتفاضه توانستند به ایران بگریزند.

## معاودین بدون شناسنامه
بنا بر اعلام مدیر کمیته امداد شهرستان ایلام تا سال ۱۳۹۵، حدود سه هزار و ۶۰۰ تبعه خارجی فاقد شناسنامه در استان ایلام زندگی می‌کنند که اغلب آن‌ها معاودین عراقی می‌باشند. معاودین در شهر ایلام به‌طور مشخص در محله سرتاف زندگی می‌کنند. از معاودین بدون شناسنامه در استان کرمانشاه آماری در دست نیست. در مرداد ۱۳۹۹ اعلام شد که جمعیت معاودین در استان ایلام در حدود ۱۹۰۰ نفر در قالب ۵۰۰ خانوار است که فاقد شناسنامه هستند. این مردم در شرایطی بسیار سخت زندگی می‌کنند و به دلیل فقر و تنگدستی عمدتاً با کمک‌هایی که از سازمان‌هایی مانند کمیتهٔ امداد دریافت می‌کنند امرار معاش می‌کنند.

## چهره‌های سرشناس
| - ابوحنیفه نعمان بن ثابت - سید ابوالقاسم خویی - سید علی سیستانی - حسین بن روح نوبختی - بشار بن برد - علاءالدین سجادی - شهاب‌الدین مرعشی نجفی - محمدهادی معرفت - علی لاریجانی - علی اکبر صالحی - علاءالدین بروجردی - سید محمود هاشمی شاهرودی - صادق لاریجانی - محمدرضا نقدی - علامه یحیی نوری - سید علی شهرستانی - سید علی میلانی - سید مرتضی عسکری - علی اکبر محمودی (برهان) | - جعفر سلماسی اولین ورزشکار ایرانی مدال آور المپیک - محسن اراکی - میرزا احمد سیبویه - حسین شهرستانی - زین‌العابدین رهنما - سیدجواد شهرستانی - مرتضی قزوینی - سید عماالدین تبریزی - سید مهدی شیرازی - باقر آیت‌الله‌زاده شیرازی - مرتضی آیت‌الله‌زاده شیرازی - سید صادق حسینی شیرازی - سید محمد حسینی شیرازی - عبدالرحمن گیلانی اولین نخست‌وزیر عراق - رشید عالی گیلانی سیاست‌مدار عراقی بود که چند بار نخست‌وزیر پادشاهی عراق - جمیل صدقی زهاوی - حسین شهرستانی |

### ورزشکاران
- نوری خدایاری بازیکن فوتبال در دههٔ ۵۰ و ۶۰
- کامل انجینی بازیکن فوتبال
- صبیح ساران بازیکن فوتبال
- ضیاء قریشی بازیکن فوتبال
- لیث نوبری (ناصری) بازیکن فوتبال
- عدنان زاهدی بازیکن فوتبال
- عبدالعزیز باقرپور بازیکن فوتبال